# コルティリオーネ
コルティリオーネ（伊: Cortiglione）は、イタリア共和国ピエモンテ州アスティ県にある、人口約500人の基礎自治体（コムーネ）。

## 地理

### 位置・広がり

#### 隣接コムーネ
隣接するコムーネは以下の通り。括弧内のALはアレッサンドリア県所属を示す。
- ベルヴェーリオ
- インチーザ・スカパッチーノ
- マージオ (AL)
- ロッケッタ・ターナロ
- ヴァーリオ・セッラ
- ヴィンキオ

#### 地震分類
イタリアの地震リスク階級 (it) では、4 に分類される
。

## 行政

### 分離集落
コルティリオーネには、以下の分離集落（フラツィオーネ）がある。
- Bricco Fiore, Brondoli, Cravera, Crociera, Pozzo, San Martino, Serra